# La dalia azul (ballet)
La dalia azul (en francés: Le Dahlia bleu; en inglés: The Blue Dahlia) es un ballet fantástico, en dos actos, con coreografía y libreto de Marius Petipa y música de Cesare Pugni, estrenado en San Petersburgo el 24 de abril de 1860.

## Historia
Fue representada por primera vez por el Ballet Imperial el 24 de abril de 1860, en el Teatro Imperial Bolshoi Kamenny en San Petersburgo, Rusia. Este ballet es el quinto ballet que Petipa crea en Rusia para su esposa María. A diferencia de los anteriores, La dalia azul aborda un tema dramático, una variante del mito grecorromano de Pigmalión y Galatea. El público lo recibió con una cálida bienvenida y el crítico Maurycy Rappaport comentó que el nuevo espectáculo de Petipa «no solo contiene creatividad y abundancia de inventos, sino que también puede presumir de un gran contenido poético.»
La revista L'Abeille du nord señaló que le recordaba a Taglioni en La sílfide y elogia el «talento creativo e imaginación del joven coreógrafo», destacando la frescura de la invención, la gracia y la variedad de bailes y conjuntos.

## Elenco original
- La Dalia Azul: Maria Petipa
- Gauthier: Marius Petipa
- Cecile: Anna Kocheva
- Beausoleil: Timofeï Stoukolkine

## Argumento
Una dalia azul comienza a crecer en el jardín de Gauthier, custodiada por un espíritu mágico, en forma de una bella dama. Gauthier está totalmente hechizado hasta el punto de que se olvida de todo, incluso de su amada Cécile. Cuando se organiza un concurso de flores, Gauthier se presenta con su dalia de color único y recibe el primer premio. Sin embargo, el conde Harold Beausoleil insistió en que le diera esta maravillosa dalia a cambio de una bolsa de oro. El jardinero Gauthier se niega, pero mientras intenta defender su dalia, rompe el tallo en dos. Muere la dalia y al mismo tiempo el espíritu mágico, en brazos de Gauthier.

## Reposiciones
Marius Petipa revisó y modificó el primer acto de este ballet en 1875 para el debut de su hija Marie Petipa, acompaáda por Pável Gerdt. Este ballet también marca el debut en el escenario de Platon Karsavine.
Pável Gerdt retocó la coreografía de Petipa en 1905, lo que molestó mucho a Marius Petipa quien escribió en su diario que el ballet era horriblemente «montado por este cerdo de Gerdt». Por lo tanto, solicitó que se elimine su nombre del afiche. El estreno de esta nueva versión tuvo lugar el 18 de marzo de 1905 en el Teatro Mariinski con Lioubov Yegorova en el papel principal. Petipa calificó de "incorrecta" la actuación de Lioubov Egorova.